# NGC 4329
NGC 4329 (również PGC 40212) – galaktyka eliptyczna (E), znajdująca się w gwiazdozbiorze Kruka. Odkrył ją John Herschel 9 marca 1828 roku.